# Ford Gran Torino
El Ford Gran Torino és un cotxe de D-segment produït per la Ford Motor Company per al mercat nord-americà entre 1968 i 1976. Va ser inicialment una versió de luxe de mida mitjana del Ford Fairlane, que Ford USA va produir entre 1962 i 1970. Després de 1968, el nom de Fairlane es va mantenir en els models base amb nivells més baixos de models que porten el nom de Torino. Durant aquest temps, Torino va ser considerada una sub-sèrie del Fairlane. Per 1970 el nom de Torino s'havia convertit en el nom principal, i el Fairlane era ara una subsèrie del Torino. En 1971 el nom de Fairlane va ser eliminat per complet i tots els models van ser anomenats Torino.
La major part de Torino eren cotxes convencionals, i en general els models més populars eren els sedans de quatre portes i sostres de 4 portes durs. No obstant això, Ford va produir algunes versions d'alt rendiment del Torino equipant-les amb motors grans i potents, com el 428 HP (7 L) i el 429 HP (7 L) "cobra-Jet". Aquests cotxes es classifiquen com a Muscle car. Ford també va optar per Torí com a base per als seus participants NASCAR, i té un patrimoni de carreres de gran èxit.